# Эберлин, Иоганн (монах)
Иоганн Эберлин фон Гюнцбург (нем. Johann Eberlin von Günzburg; 1465, близ Гюнцбурга, Баварско-Мюнхенское герцогство — 1533, Лойтерсхаузен) — немецкий богослов, религиозный деятель эпохи Реформации.

## Биография
Изучал теологию в Ингольштадте. В 1490 году в Базеле стал магистром искусств. В Хайльбронне вступил в монашеский францисканский орден.
С 1493 года служил во Фрайбург-им-Брайсгау, с 1519 года — активный проповедник в Тюбингене, с 1521 года — в Ульме.
В 1522 год встретил и познакомился с Мартином Лютером и Филиппом Меланхтоном в Виттенберге.
В 1523 году проповедовал в Базеле и Райнфельдене, в 1524 году стал известен в Эрфурте.
Увлёкшись идеями Лютера, оставил церковную службу и присоединился к Реформационному движению, горячо принялся за пропаганду нового учения, странствуя из одного города в другой и печатая летучие брошюры по волновавшим ту эпоху вопросам.
Избранные его сочинения напечатаны в I и II т. «Neudrucken deutscher Litteraturwerke des XVI—XVIII Jahrh.» (Галле, 1896 и 1900).
Ему также принадлежит перевод труда Тацита Germania , старейший немецкий перевод этой работы.

## Избранные работы
- 15 Bundsgenossen, 1521
- Wider die Schänder der Kreaturen Gottes durch Weihen oder Segnen, 1521
- Der 7 frommen, aber trostlosen Pfaffen Klage, 1521
- Mich wundert, daß kein Geld im Land ist, 1524
- Wie sich ein Diener Gottes Worts in allem seinem Tun halten soll, und sonderlich gegen die, denen das Evangelium zuvor nicht gepredigt ist, daß sie sich nicht ärgem, 1525
- Eine getreue Warnung an die Christen in der Burgauischen Mark, sich auch füro zu hüten vor Aufruhr und falschen Predigern, 1525